# Клайв Ревил
Клайв Селсби Ревил (на английски: Clive Selsby Revill) (роден на 18 април 1930 г.) е новозеландско-британски театрален, филмов и телевизионен актьор. 

### Кариера на озвучаващ актьор
Ревил е познат и с работата си като озвучаващ актьор, която включва гласа на император Палпатин в оригиналната версия от 1980 г. на филма „Междузвездни войни: Епизод V - Империята отвръща на удара“, а по-късно е заменен с Иън Макдайърмид за DVD версията от 2004 г.
Ревил озвучава и анимационни филми и сериали като „Шнорхелите“, „Трансформърс“, „Малкото пони“ „Патешки истории“, „Батман: Анимационният сериал“, „Фрийказойд!“, „Джони Браво“, „Пинки и Брейн“ и „Том и Джери: Робин Худ и неговият весел мишок“, както и видеоигри като Marvel: Ultimate Alliance и Conquest: Frontier Wars.

## Избрана филмография
| Година | Филм                      | Оригинално заглавие         | Роля          | Режисьор        |
| ------ | ------------------------- | --------------------------- | ------------- | --------------- |
| 1972   | Аванти!                   | Avanti!                     | Карло Карлучи | Били Уайлдър    |
| 1995   | Дракула: мъртъв и доволен | Dracula: Dead and Loving It | Сайкс         | Мел Брукс       |
| 2016   | Кралицата на Испания      | The Queen of Spain          | Джон Скот     | Фернандо Труеба |